# Miss Regno Unito
Miss Regno Unito è un titolo che viene assegnato a colei fra Miss Inghilterra, Miss Scozia, Miss Galles e Miss Irlanda del nord, che ha ottenuto il miglior risultato al concorso di bellezza Miss Mondo. La detentrice del titolo rappresenterà il Regno Unito a Miss International. È stato istituito da Eric Morley nel 1951.

## Albo d'oro
| Anno | Miss Regno Unito        | Età | Paese di rappresentanza   | 2ª classificata         | Paese di rappresentanza | 3ª classificata       | Paese di rappresentanza |
| ---- | ----------------------- | --- | ------------------------- | ----------------------- | ----------------------- | --------------------- | ----------------------- |
| 1958 | Eileen Sheridan         | 22  | Walton-on-Thames          |                         |                         |                       |                         |
| 1959 | Anne Thelwell           | 22  | Heswall                   |                         |                         |                       |                         |
| 1960 | Hilda Fairclough        | 23  | Lancaster                 |                         |                         |                       |                         |
| 1961 | Rosemarie Frankland     | 18  | Rhos/Lancaster            |                         |                         |                       |                         |
| 1962 | Jackie White            | 20  | Alvaston                  |                         |                         |                       |                         |
| 1963 | Diane Westbury*         | 19  | Ilkeston                  |                         |                         |                       |                         |
| 1964 | Ann Sidney              | 20  | Poole, Dorset             |                         |                         |                       |                         |
| 1965 | Lesley Langley          | 20  | Londra                    |                         |                         |                       |                         |
| 1966 | Jennifer Lowe Summers   | 20  | Warrington                |                         |                         |                       |                         |
| 1967 | Jennifer Lynn Lewis     | 20  | Leicester                 | Jennifer Gurley         | Manchester              | Nine Scott            | Sheffield               |
| 1968 | Kathleen Winstanley     | 23  | Wigan                     | Annabelle Harley        |                         |                       |                         |
| 1969 | Sheena Drummond         | 18  | Tullibody                 |                         |                         |                       |                         |
| 1970 | Yvonne Ormes            | 20  | Nantwich                  | Jean Galston            | Manchester              | Lee Hamilton Marshall | Scozia                  |
| 1971 | Marilyn Ward            | 21  | New Milton                | Linda Ann Thomas        | Blackpool               | Anita Gudgeon         | Basildon                |
| 1972 | Jennifer McAdam         | 24  | Londra                    | Elaine Farnworth        | Ramsbottom              |                       |                         |
| 1973 | Veronica Ann Cross      | 23  | Londra                    |                         |                         |                       |                         |
| 1974 | Helen Morgan            | 21  | Barry                     | Kathy Anders            | Inghilterra             | Linda Myers           | Sale                    |
| 1975 | Vicki Harris            | 22  | Londra                    | Sue Cuff                | Manchester              | Gail Inglis           | Dundee                  |
| 1976 | Carol Jean Grant**      | 19  | Glasgow                   | Sian Adey-Jones         | Galles                  | Joanna Booth          | Sheffield               |
| 1977 | Madeleine Stringer      | 24  | North Shields             | Dorothy Walker          | Edimburgo               | Sarah Long            | Inghilterra             |
| 1978 | Elizabeth Ann Jones     | 20  | Welshpool, Powys - Galles | Janet Withey            | Londra                  | Beverley Isherwood    | Inghilterra             |
| 1979 | Carolyn Ann Seaward     | 18  | Yelverton, Devon          | Lorraine Davidson       | Scozia                  | Karen Loughlin        | Stockport               |
| 1980 | Kim Ashfield            | 21  | Buckley, Galles           | Nicky Wright            | Poole                   | Julie Duckworth       | Inghilterra             |
| 1981 | Michele Donnelly        | 20  | Cardiff                   | Della Frances Dolan     | Yorkshire               | Georgina Kearney      | Scozia                  |
| 1982 | Della Frances Dolan     | 20  | Grimsby                   | Alison Smith            | Belfast                 | Ann Jackson           | Chichester              |
| 1983 | Sarah-Jane Hutt         | 18  | Poole                     | Karen Lesley Moore      | Inghilterra             | Nicola Stanley        | Isle of Wight           |
| 1984 | Vivienne Rooke          | 22  | Weston-super-Mare         | Lea La Salle            | Wrexham                 | Susan Tan             | Irlanda del Nord        |
| 1985 | Mandy Adele Shires      |     | Bradford                  | Joanne Sedgley          | Newquay                 | Barbara Christian     | Galles                  |
| 1986 | Alison Slack            |     | Sheffield                 | Joanne Sedgley          | Inghilterra             | Suzanne Younger       | Mold                    |
| 1987 | Karen Mellor            |     | Derby                     | Heather Daniels         | Portsmouth              | Helen Fairbrother     | Swindon                 |
| 1988 | Kirsty Roper            |     | Manchester                | Angela Newlands         | Wolverhampton           | Nicola Kidd           | Peterborough            |
| 1989 | Suzanne Younger         |     | Galles                    | Racquel Jory            | Inghilterra             | Victoria Lace         | Scozia                  |
| 1990 | Helen Upton             |     | Blackpool                 |                         |                         |                       |                         |
| 1991 | Johanne Elizabeth Lewis |     | Mansfield                 |                         |                         |                       |                         |
| 1992 | Claire Elizabeth Smith  |     | Chester                   |                         |                         |                       |                         |
| 1993 | Amanda Louise Johnson   |     | Nottingham                |                         |                         |                       |                         |
| 1994 | Melanie Abdoun          |     | Londra                    |                         |                         |                       |                         |
| 1995 | Shauna Marie Gunn       |     | County Fermanagh          | Angie Bowness           | Sheffield               |                       |                         |
| 1996 | Rachael Liza Warner     |     | Galles                    |                         |                         |                       |                         |
| 1997 | Vicki-Lee Walberg       |     | Blackpool                 | Abby Essien             | Lancaster               | Sarah Smart           | Leicestershire          |
| 1998 | Emmalene McLoughlin     |     | Manchester                | Joanne Salley           | Irlanda del Nord        | Katie Viggers         | Birmingham              |
| 1999 | Nicola Willoughby       |     | Lincoln                   |                         |                         | Emma Keenan           |                         |
| 2000 | Michelle Watson         |     | Scozia                    |                         |                         |                       |                         |
| 2001 | Juliet-Jane Horne       |     | Aberdeen                  |                         |                         |                       |                         |
| 2002 | Gayle Williamson        |     | Irlanda del Nord          |                         |                         |                       |                         |
| 2003 | Nicci Jolly             |     | Inverbervie, Scozia       |                         |                         |                       |                         |
| 2004 | Amy Guy                 |     | Galles                    |                         |                         |                       |                         |
| 2005 | Lucy Evangelista        |     | Irlanda del Nord          | Hannah McLaughlin       | Guernsey                |                       |                         |
| 2006 | Nicola McLean           |     | Scozia                    | Catherine Jean Milligan | Irlanda del Nord        |                       |                         |
| 2007 | Nieve Jennings          |     | Scozia                    |                         |                         |                       |                         |
| 2008 | Chloe-Beth Morgan       |     | Galles                    |                         |                         |                       |                         |
| 2009 | Katharine Brown         |     | Dunblane, Scozia          |                         |                         |                       |                         |
| 2010 | Nicola Mimnagh          |     | Scozia                    |                         |                         |                       |                         |
| 2011 | Alize Lily Mounter      |     | Inghilterra               | Jennifer Reoch          | Scozia                  | Finola Guinnane       | Irlanda del Nord        |
| 2012 | Sophie Moulds           | 19  | Galles                    | Charlotte Holmes        | Inghilterra             |                       |                         |

- Vero nome Diane Hickingbotham
  - Anche conosciuta come Carolyn Grant